# Paseka (Březová)

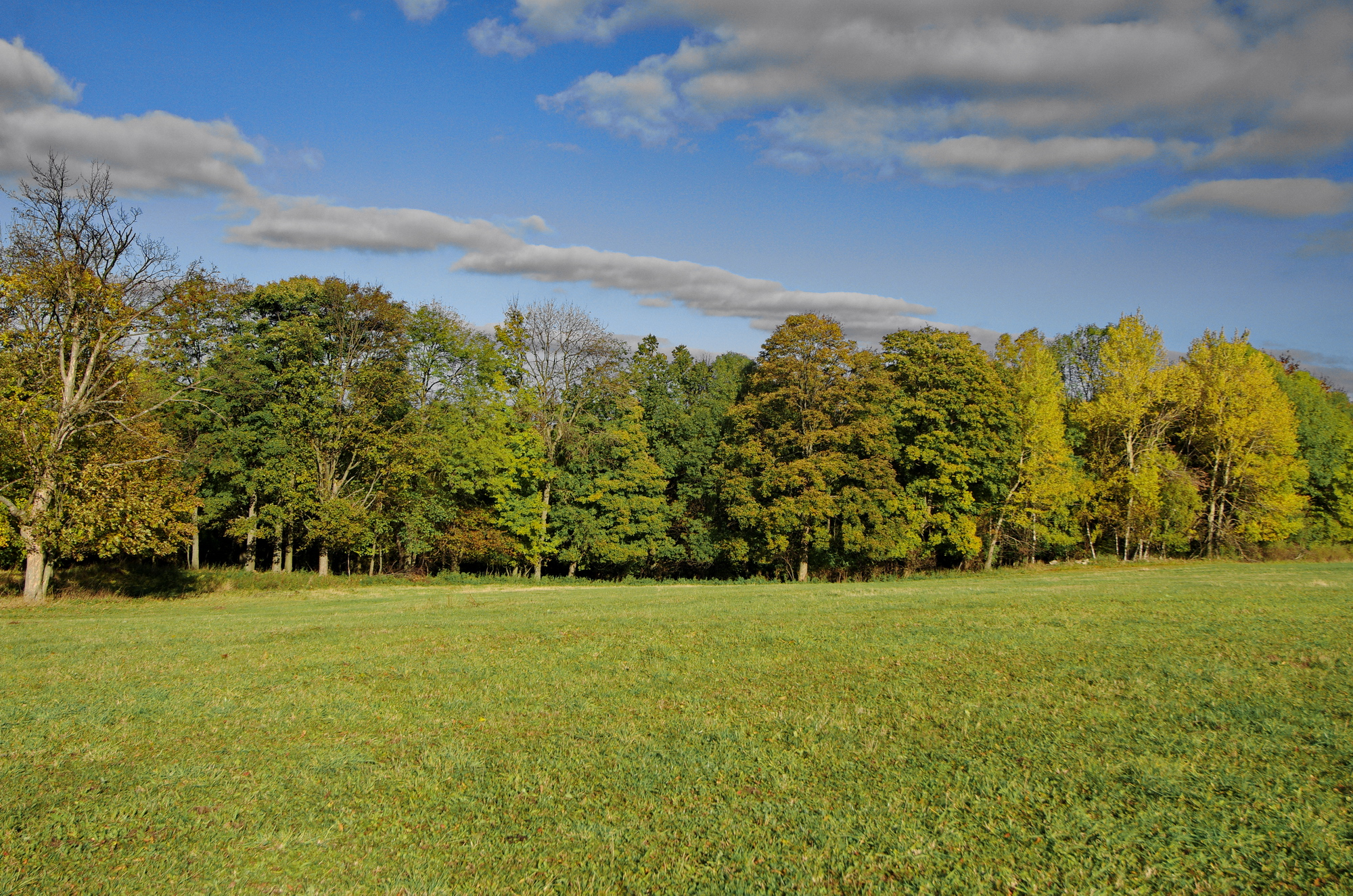
Blick auf die Wüstung

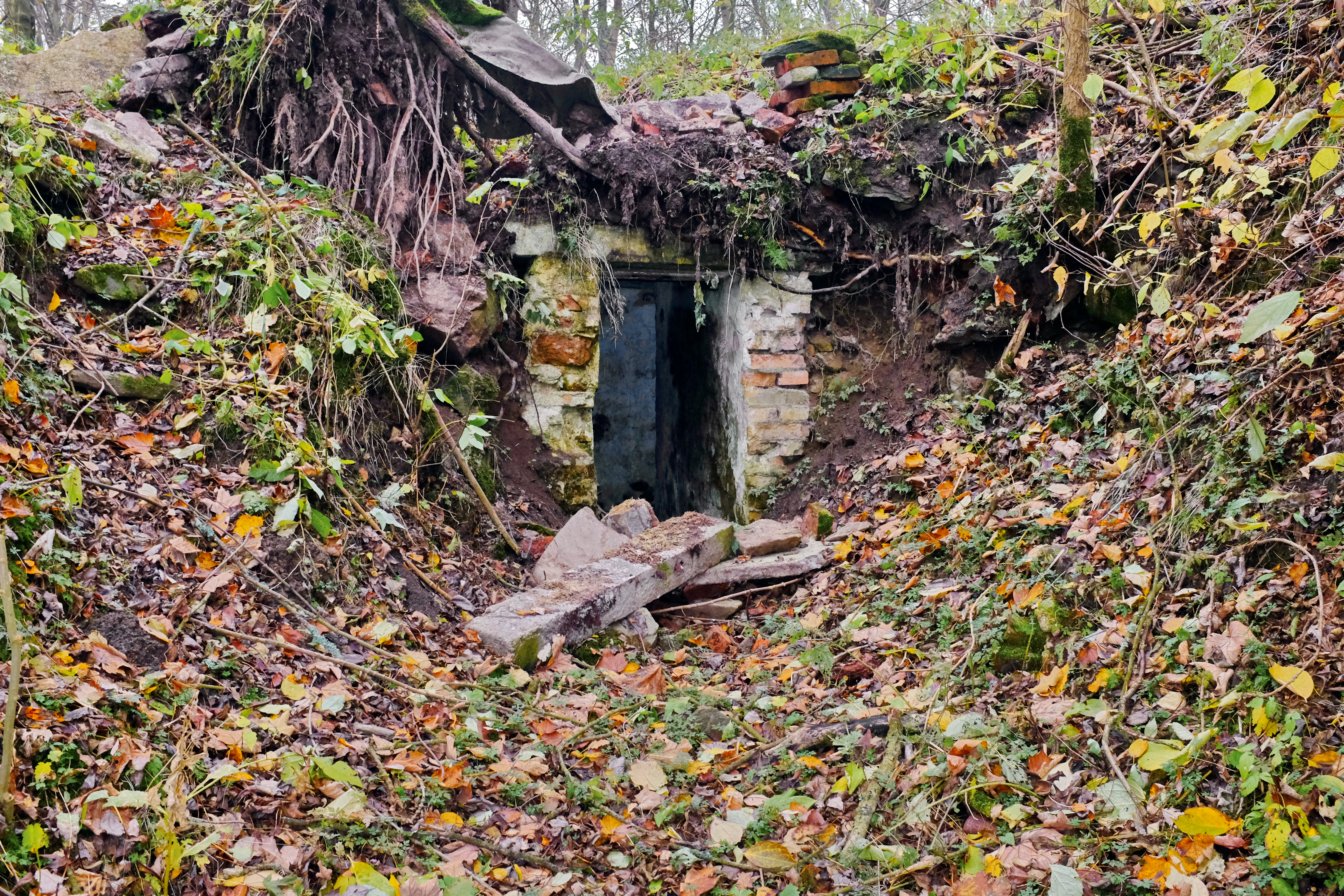
Mauerreste in Paseka

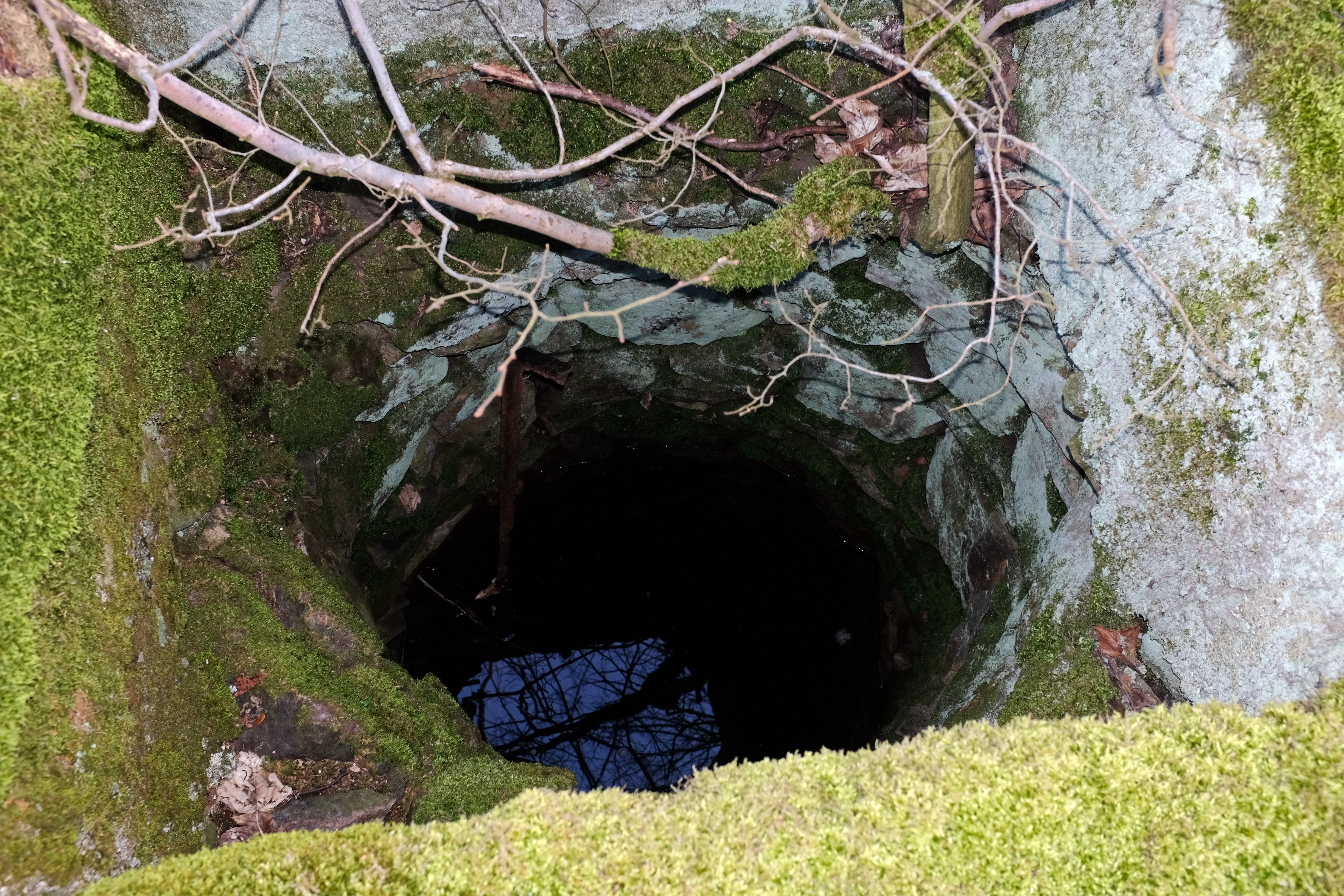
Alter Brunnen

Paseka, bis 1947 Schwand, ist eine Wüstung im westböhmischen Slavkovský les (Kaiserwald). Sie gehört als Grundsiedlungseinheit zum Ortsteil Kamenice der Stadt Březová im Okres Sokolov.

## Geographie
Paseka befand sich fünf Kilometer südlich von Sokolov im Nordwesten des Slavkovský les. Das Dorf lag linksseitig über dem Tal des Rychnovský potok (Reichenauer Bach) am nördlichen Abfall des Pasecký vrch (Schwandberg, 751 m. n.m.). Nördlich erhebt sich der Zlatý vrch (777 m. n.m.).
Umliegende Orte waren Horní Rychnov (Ober Reichenau) im Norden, Vítkov (Wudingrün) und Novina (Grün) im Nordosten, Třídomí (Dreihäuser) im Osten, Lobzy (Lobs) im Südosten, Vranov (Frohnau) und Rovná (Ebmeth) im Süden, Kamenice (Steinbach) im Südwesten, Rudolec (Ruditzgrün) im Westen sowie Březová (Prösau) und Dolní Rychnov (Unter Reichenau) im Nordwesten.

## Geschichte
Der Rundling entstand auf einer großen Rodungsinsel in den Wäldern des Kaiserwaldes; der Name deutet darauf hin, dass das Dorf durch Schwendung angelegt wurde.
Die erste urkundliche Erwähnung von Schwand erfolgte 1454 im Verzeichnis der Notthafftschen Lehen; Besitzer des Dorfes waren die Brüder Niklas und Matthes Unruher. Später wurde das Dorf Teil der Burgherrschaft Elbogen. Im Elbogener Urbar der Grafen Schlick von 1525 sind für Swand acht Bauern aufgeführt, die die Namen Hanisch, Madell, Eckhard, Scheydler, Toschell und Götzl trugen.  Im Jahre 1553 wurde das Dorf von der Herrschaft Elbogen abgetrennt und zum erblichen Besitz der Grafen Schlick auf Falkenau. 1587 findet sich in der Landtafel erstmals die Schreibweise Schwandt, sie wurde bis ins 18. Jahrhundert beibehalten. Nach der Schlacht am Weißen Berg wurde die Herrschaft Falkenau 1622 konfisziert und 1625 an Otto von Nostitz verkauft. Danach blieb die Herrschaft im Besitzer Grafen von Nostitz-Rieneck. Nach dem Theresianischen Kataster bestand das Dorf auch in der Mitte des 18. Jahrhunderts noch aus acht Bauern, die ihr Einkommen mit Forstarbeit oder Flachsspinnerei aufbessern mussten.
Im Jahre 1845 bestand das im Elbogener Kreis gelegene Dorf Schwand aus 12 Häusern mit 92 deutschsprachigen Einwohnern. Haupterwerbsquellen bildeten der wegen der Höhenlage wenig ertragreiche Feldbau und die Viehzucht. Pfarr- und Schulort ort war Lobs. Bis zur Mitte des 19. Jahrhunderts blieb Schwand der Fideikommissherrschaft Falkenau untertänig.
Nach der Aufhebung der Patrimonialherrschaften bildete Schwand ab 1850 einen Ortsteil der Gemeinde Lobs im Gerichtsbezirk Falkenau. Ab 1868 gehörte das Dorf zum Bezirk Falkenau. 1869 hatte Schwand 79 Einwohner und bestand aus 13 Häusern. Im Jahre 1898 hatte das Dorf dieselbe Häuserzahl und 81 Einwohner.
Nach dem Ersten Weltkrieg zerfiel der Vielvölkerstaat Österreich-Ungarn, das Dorf wurde 1918 Teil der neu gebildeten Tschechoslowakischen Republik. Beim Zensus von 1921 lebten in den 13 Häusern von Schwand 68 Deutsche. 1930 hatte Schwand 73 Einwohner. Nach dem Münchner Abkommen wurde Schwand 1938 dem Deutschen Reich zugeschlagen und gehörte bis 1945 zum Landkreis Falkenau an der Eger. Nach der Aussiedlung der deutschen Bewohner nach Ende des Zweiten Weltkriegs konnten die Orte des Kaiserwaldes wegen der rauen und unwirtlichen Bedingungen nur geringfügig wiederbesiedelt werden. Am 15. Oktober 1946 fasste die tschechoslowakische Regierung den Beschluss zur Errichtung eines Truppenübungsplatzes in dem verödeten Landstrich. 1947 erfolgte die Umbenennung des Dorfes in Paseka. Im Zuge der Einrichtung des Truppenübungsplatzes Prameny wurde Paseka 1948 gänzlich abgesiedelt. Im Jahre 1949 erfolgte die offizielle Aufhebung der Gemeinde Lobzy und die Eingemeindung nach Březová. Das geräumte Dorf wurde danach bei Militärübungen zerschossen und die Ruinen 1953 bei der Räumung des Militärgebietes dem Erdboden gleichgemacht. Im Jahre 1954 wurde der Truppenübungsplatz Prameny wieder aufgehoben. Danach holte sich der Wald die ehemalige Dorfstelle zurück; erhalten sind Grundmauern und Keller einiger Häuser sowie ein Brunnen.

## Ortsgliederung
Paseka gehört zum Ortsteil Kamenice der Stadt Březová
Die Wüstung bildet den Katastralbezirk Paseka u Březové.

## Sehenswürdigkeiten
- Pasecký vrch, der unbewaldete Gipfel bietet einen weiten Blick über das Falkenauer Becken
- Lípa na Paseckém vrchu, die geschützte Winterlinde steht als Einzelbaum auf dem Pasecký vrch
- Pasecká lípa, die geschützte Winterlinde wächst nördlich der Wüstung an einem Weg am Waldrand